# Monika Bilstein

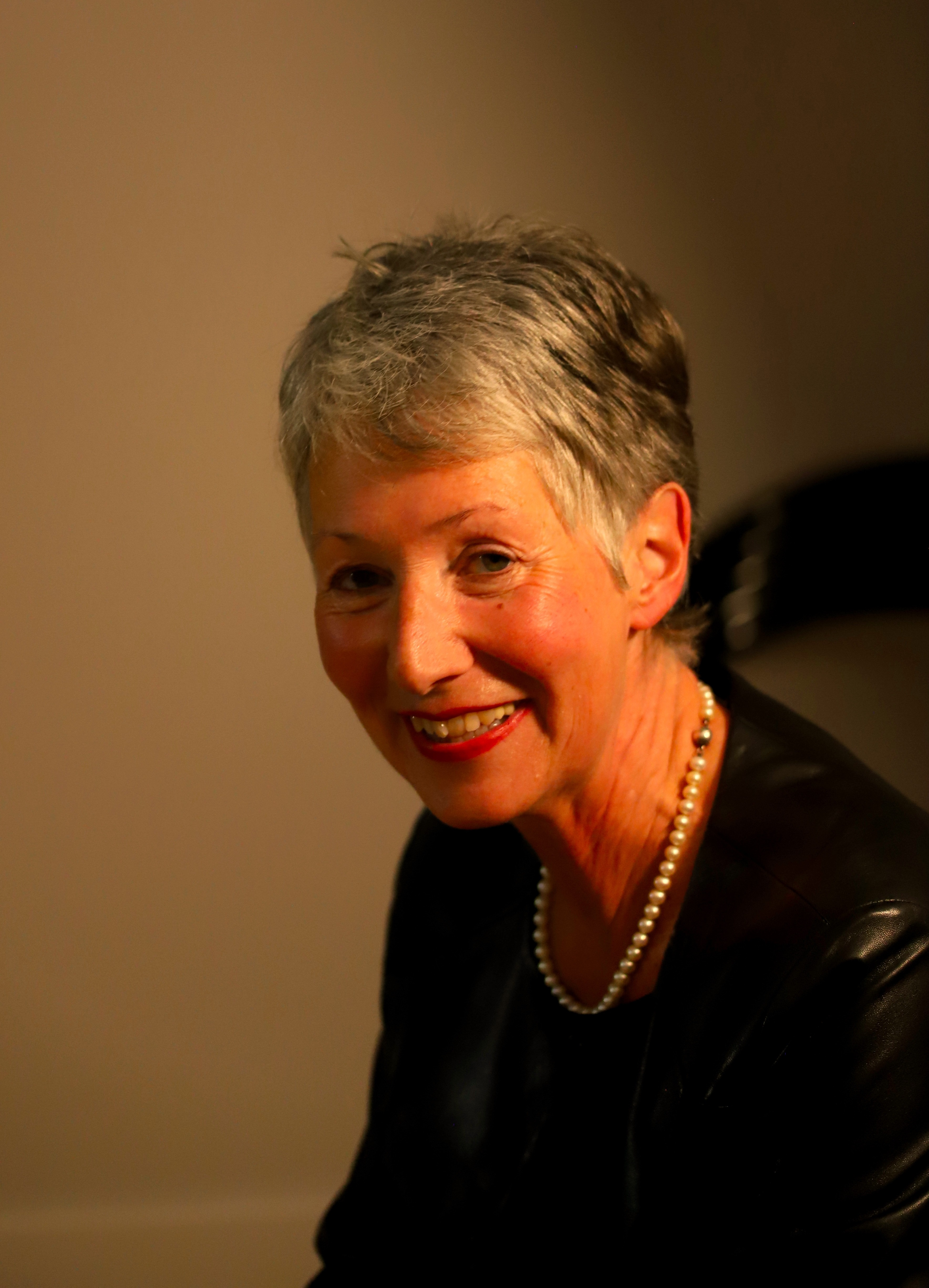
Monika Bilstein bei einer Lesung 2024 in Wuppertal

Monika Bilstein (* 16. September 1958 in Wuppertal) ist eine deutsche Verlegerin.

## Leben
Monika Bilstein wuchs als Tochter eines Kaufmanns und einer Kontoristin im Wuppertaler Stadtteil Ronsdorf auf. Schon im Elternhaus spielte Literatur eine wichtige Rolle. So entschied sie sich nach dem Abitur für eine Ausbildung als Sortimentsbuchhändlerin bei der Buchhandlung Köndgen in Wuppertal-Barmen. Dort arbeitete sie nach ihrem Abschluss noch ein weiteres Jahr, bevor sie für sechs Jahre in die Zeitschriftenstelle der Bibliothek der Bergischen Universität Wuppertal wechselte. 1987 trat sie eine Stelle als Sekretärin der Geschäftsleitung des Peter Hammer Verlags in Wuppertal an. 1993 wurde sie Prokuristin des Verlags.
Als der langjährige Verlagsleiter Hermann Schulz in den Ruhestand ging, wurde Bilstein 2001 seine Nachfolgerin.
Der Verlag, der seit seiner Gründung 1966 vor allem Literatur aus und über Südamerika und Afrika veröffentlicht hatte, etablierte bereits in den 1980er Jahren zusätzlich ein Kinder- und Jugendbuchprogramm. Monika Bilstein baute diesen neuen Schwerpunkt unter Beibehaltung der traditionellen Programmlinien kontinuierlich aus und machte ihn zum umsatzstärksten Segment des Verlages. Bekanntester Titel des Verlags ist Vom kleinen Maulwurf, der wissen wollte, wer ihm auf den Kopf gemacht hat.
Bilstein war Mitglied im Vorstand der Kurt Wolff Stiftung und des Litprom e.V.
Im September 2022 ging sie in den Ruhestand und übergab die Verlagsleitung an Moritz Klein, der zuletzt Verkaufsleiter bei Hoffmann und Campe war.